# Micrococca lancifolia
Micrococca lancifolia är en törelväxtart som beskrevs av David Prain. Micrococca lancifolia ingår i släktet Micrococca och familjen törelväxter. Inga underarter finns listade i Catalogue of Life.